# Капустин (Хмельницкая область)
Капустин (укр. Капустин) — село в Староконстантиновском районе Хмельницкой области Украины.
Население по переписи 2001 года составляло 357 человек. Почтовый индекс — 31120. Телефонный код — 3854. Занимает площадь 1,76 км². Код КОАТУУ — 6824284201.

## Местный совет
31120, Хмельницкая обл., Староконстантиновский р-н, с. Капустин